# Имер
Имѐр (на италиански: Imer) е село и община в Северна Италия, автономна провинция Тренто, автономен регион Трентино-Южен Тирол, планински курорт. Разположено е на 670 m надморска височина. Населението на общината е 1171 души (към 2015 г.).